# GOTO
A GOTO a magasabb szintű programozási nyelvekben megtalálható utasítás. Az angol go (menni) és to (-ba, -be; -hoz, -hez, -höz) szavak egybeolvasásával keletkezett. A BASIC programozási nyelveknek szinte nélkülözhetetlen utasítása, de megtalálható még pl. a C, C++ nyelvekben is, ahol viszont nem ajánlják túlzott használatát. A ZX Spectrum és a HT–1080Z BASIC-jében két szóban szerepel ("go to"). A ZX81 BASIC-jében nem csak sorszámot, hanem kifejezést is megadhatunk utána.
A korai BASIC változatokban a sorok sorszámokkal voltak ellátva. A GOTO után annak a sornak a számát kellett megadni, ahol a program futását folytatni akartuk. A BASIC nyelvből idővel eltűntek a sorszámok, így a GOTO utasítás után sorszám helyett címkét kellett megadni. A GOTO használata különösen IF ... THEN feltételes utasítás után gyakori.
A GOTO-val rokon utasítás a GOSUB, mely a megadott sorra ugrás után visszatér a GOSUB utáni utasításra, ha RETURN utasítást adunk ki.